# Arrigo Gattai
Arrigo Gattai (Milano, 17 aprile 1928 – Milano, 21 settembre 2012) è stato un dirigente sportivo italiano.

Arrigo Gattai, Presidente del CONI (1993).

Era padre dello sciatore alpino e giornalista sportivo Bruno.

## Biografia
Avvocato tifoso dell'Inter, squadra di calcio milanese, nel 1955 conobbe di persona Angelo Moratti che lo volle nel consiglio d'amministrazione della società nerazzurra. Gli rimase a fianco come consigliere sino al 1967 nel periodo che fu contraddistinto dalla Grande Inter di Helenio Herrera e che culminò con il successo di due Coppe dei Campioni e di altrettante Coppe Intercontinentali.
Ebbe simpatie di destra e nel 1964 si candidò alle elezioni amministrative a Milano nelle liste del Movimento Sociale Italiano, per poi avvicinarsi al Partito Socialista Italiano e in particolare a Bettino Craxi.

Il Presidente della Repubblica Francesco Cossiga riceve Antonio Matarrese, Carlo Tognoli, Arrigo Gattai e i dirigenti insigniti della Stella d'Oro al Merito Sportivo (1990).

Dal 1967 al 1970 fu membro della Commissione inchieste della Federcalcio, per passare quindi alla Federazione italiana sport invernali: prima come presidente della Commissione regolamenti e reclami e commissario tecnico per lo sci alpino del Comitato Alpi Centrali, poi (dal 1972) come vicepresidente e infine (dal 1976) come presidente al posto di Omero Vaghi.
Nel 1987 Gattai fu eletto alla presidenza del Comitato olimpico nazionale italiano (del quale era vicepresidente dal 1978) in sostituzione di Franco Carraro. Con l'andar del tempo però la sua gestione incominciò a ricevere numerose critiche sulla stampa, sia da giornalisti che da tecnici, soprattutto in considerazione dell'andamento non soddisfacente delle spedizioni azzurre alle Olimpiadi di Seul e di Barcellona.
Morì nel 2012 all'età di 84 anni.